# Празеодимдиникель
Празеодимдиникель — бинарное неорганическое соединение
празеодима и никеля
с формулой Ni2Pr,
кристаллы.

## Получение
- Сплавление стехиометрических количеств чистых веществ:

{\displaystyle {\mathsf {Pr+2Ni\ {\xrightarrow {880^{o}C}}\ Ni_{2}Pr}}}

## Физические свойства
Празеодимдиникель образует кристаллы
кубической сингонии,
пространственная группа F d3m,
параметры ячейки a = 0,7285 нм, Z = 8,
структура типа магнийдимеди Cu2Mg (фаза Лавеса)
.
Соединение образуется по перитектической реакции при температуре 880°C (910°C).